# Teatro Municipal Maria Matos

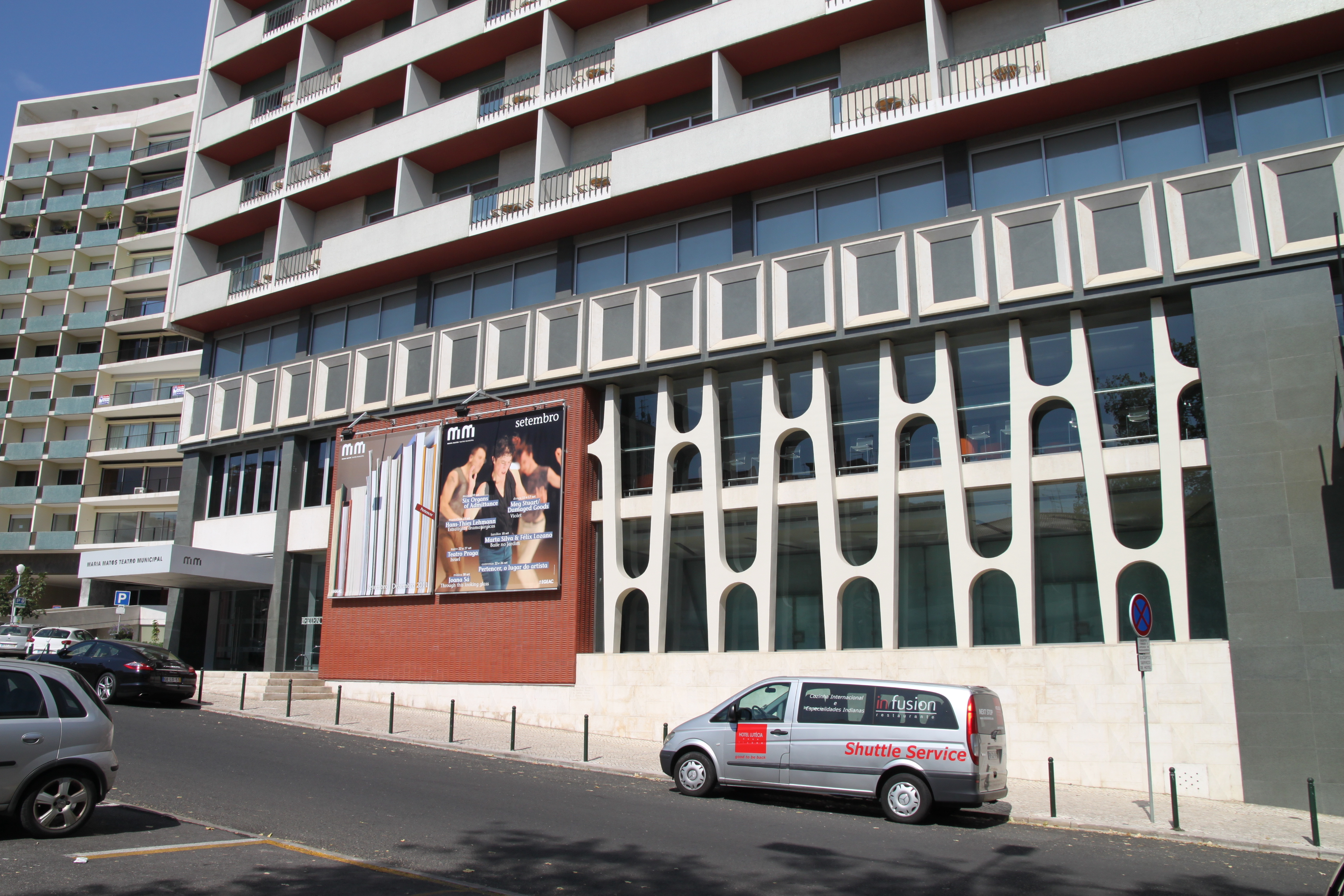
Das 1969 eröffnete Teatro Municipal Maria Matos.

Das Teatro Municipal Maria Matos ist eines von zwei kommunalen Theatern der portugiesischen Hauptstadt Lissabon.
Es wurde zwischen 1963 und 1969 nach Plänen von Aníbal Barros de Fonseca in der Stadtgemeinde Alvalade an der Avenida Frei Miguel Contreiras errichtet und am 22. Oktober 1969 eröffnet. Es bietet 582 Zuschauern Platz und steht seit 2002 unter Denkmalschutz.
Erster künstlerischer Leiter war Igrejas Caeiro. Anfänglich wurde die Bühne von verschiedenen Theatergesellschaften bespielt. Seit dem Erwerb durch die Stadt Lissabon im Jahr 1982 verfügt das Haus über ein eigenes festes Ensemble. Die künstlerische Leitung liegt seit Oktober 2008 bei Mark Deputter.
Theateraufführungen und gelegentliche Konzerte bestimmen das Programm des Theaters. Zudem fand das Festival da Canção, ein portugiesisches Liederfestival und der Ausscheidungswettbewerb des Landes für den heutigen Eurovision Song Contest, hier mehrfach statt, so in den Jahren 1973, 1974, 1975, 1981 und 1982.